# Episodi di In tribunale con Lynn (terza stagione)
La terza e ultima stagione della serie televisiva In tribunale con Lynn è andata in onda negli Stati Uniti dal 24 settembre 2001 all'27 maggio 2002.
| nº | Titolo originale         | Titolo italiano          | Prima TV USA      | Prima TV Italia |
| -- | ------------------------ | ------------------------ | ----------------- | --------------- |
| 1  | Irreparable Harm         | Danno irreparabile       | 24 settembre 2001 |                 |
| 2  | Moving On                | Andare avanti            | 1º ottobre 2001   |                 |
| 3  | Obligations              | Rispetto delle regole    | 8 ottobre 2001    |                 |
| 4  | My Brother's Keeper      | Tutore dei miei fratelli | 15 ottobre 2001   |                 |
| 5  | Against All Odds         | Contro ogni previsione   | 22 ottobre 2001   |                 |
| 6  | Sacrifices               | Sacrifici                | 29 ottobre 2001   |                 |
| 7  | All in the Family        | Tutto in famiglia        | 5 novembre 2001   |                 |
| 8  | Security                 | Massima sicurezza        | 12 novembre 2001  |                 |
| 9  | No Options               | Senza alternativa        | 19 novembre 2001  |                 |
| 10 | Sex, Lies, and Internet  | Sesso, bugie e internet  | 10 dicembre 2001  |                 |
| 11 | Angel's Flight           | Il volo dell'angelo      | 17 dicembre 2001  |                 |
| 12 | Blood and Water          | Il sangue non è acqua    | 7 gennaio 2002    |                 |
| 13 | To Protect and Serve     | Per proteggere e servire | 14 gennaio 2002   |                 |
| 14 | Arlene's Choice          | La scelta di Arlene      | 4 febbraio 2002   |                 |
| 15 | Children of a Lesser Dad | Figli di un padre minore | 25 febbraio 2002  |                 |
| 16 | Celano vs. Foster        | Amore e carriera         | 4 marzo 2002      |                 |
| 17 | Big Brother              | Il grande fratello       | 18 marzo 2002     |                 |
| 18 | Once Removed             | Salvate il mio bambino   | 25 marzo 2002     |                 |
| 19 | Admissions               | Ammissioni               | 8 aprile 2002     |                 |
| 20 | Ties That Bind           | Coscienza e coerenza     | 15 aprile 2002    |                 |
| 21 | Alienation of Affection  | Oggi sposi               | 27 maggio 2002    |                 |